# Demetrio (somatophylax)
Demetrio (in greco antico: Δημήτριος?, Demètrios; ... – Farah, 330 a.C.) è stato un militare macedone antico, uno dei sette somatophylakes, le guardie del corpo di Alessandro Magno.

## Biografia
Al fianco del re macedone fin dalla sua incoronazione nel 336 a.C., Demetrio seguì Alessandro nella spedizione in Asia, nel corso della quale fu esonerato dall'incarico e probabilmente giustiziato nel 330 a.C. mentre si trovava nella satrapia di Drangiana, presso l'odierna Farah in Afghanistan. Demetrio era stato infatti sospettato di far parte della congiura di Filota, perché suo amico.
Fu sostituito nell'incarico da Tolomeo, il futuro diadoco e re d'Egitto.